# Chronologie de Fontainebleau
Pour un article plus général, voir Fontainebleau.

Vue du Château de Fontainebleau (1718-1723) par Pierre-Denis Martin.

La chronologie de Fontainebleau retrace l'histoire chronologique de Fontainebleau à travers les événements notables, année par année, qui ont traversés le château, la ville ou la forêt.

## Époque moderne

### XVIesiècle
- 1540 : édit de Fontainebleau, signé par le roi François Ier en répression contre les réformés après l'affaire des Placards
- 1541 : traité de Fontainebleau pour une alliance avec le roi de Danemark Christian III
- 1554 : édit de Fontainebleau, signé par Henri II, établissant le parlement de Bretagne
- 1560 : assemblée de notables, dans une optique de dialogue entre Catherine de Médicis et les Guise
- 1599 : édit de Fontainebleau signé par Henri IV, rétablissant le culte catholique public dans huit localités du diocèse de Lescar et dans quatre de celui d'Oloron
- 1600 : conférence de Fontainebleau, entre dignitaires ecclésiastiques

### XVIIesiècle
- 1611 : traité de Fontainebleau pour une alliance défensive franco-espagnole valable dix ans, au détriment de l'alliance savoyarde
- 1631 : traité de Fontainebleau, entre la France et Maximilien Ier de Bavière, durant la guerre de Trente Ans
- 1657 : assassinat de Giovanni Monaldeschi dans la galerie des Cerfs du château
- 1679 : traité de Fontainebleau, entre la France, la Suède et le Danemark
- 1685 : édit de Fontainebleau signé par Louis XIV, révoquant l’édit de Nantes
- 1762 : traité de Fontainebleau pour la cession de la France à l'Espagne de la partie occidentale de la Louisiane
- 1785 : traité de Fontainebleau, entre l'empereur autrichien Joseph II et la république des Pays-Bas (maintien du blocus de l'Escaut)

## Époque contemporaine

### XIXesiècle
- 1802 : création de l'École spéciale militaire « pour 500 élèves »[1]
- 1804 : rencontre entre Napoléon Ier et la pape Pie VII à la croix de Saint-Hérem, dans la forêt[2]
- 1807 :
  - traité de Fontainebleau, entre la France et l'Espagne, pour envahir le Portugal
  - traité de Fontainebleau, entre la France et le royaume de Hollande, pour des cessions de territoires
- 1808 : installation de la salle du Trône au château[2]
- 1810 : cérémonie à la chapelle de la Trinité du château avec le baptêmes de nombreux enfants dont Louis-Napoléon Bonaparte[2]
- 1812 : début de l'emprisonnement du pape Pie VII par Napoléon Ier, au château[2]
- 1814 : traité de Fontainebleau relatif à l'abdication de Napoléon Ier et sont départ pour l'île d'Elbe
- 1878 : écroulement du fort l'Empereur (première tour Denecourt), dans la forêt[3]
- 1893 : inauguration de l'hôtel de la Caisse d'épargne[4]
- 1894 :
  - inauguration du temple protestant[5]
  - remise à l'État de l'hôtel des Postes[6]

### XXesiècle
- 1912 : inauguration du théâtre municipal de Fontainebleau[7]
- 1946 : conférence de Fontainebleau, entre le gouvernement français et le Việt Minh
- 1982 : première édition de la Foulée impériale, course au « caractère populaire et festif »[8].
- 1984 : sommet européen de Fontainebleau[9]
- 1994 : mort du chêne Jupiter dans la forêt[10]

### XXIesiècle
- 2011 : première édition du Festival de l'histoire de l'art[11]
- 2013 : démolition de la hall Esquillan sur la place de la République[12]
- 2015 : inauguration d'un multiplexe à la halle de Villars[13]
- 2016 :
  - incendie criminel de l'église Saint-Louis[14]
  - déménagement du Festival Django Reinhardt de Samois-sur-Seine au parc du château de Fontainebleau, à la suite des inondations[15]
- 2017 : inauguration de la place de la République après modernisation[16]
- 2021 : inauguration de l'église Saint-Louis après rénovation[17]
- 2022 : inauguration de la place de l'Étape après modernisation[18]
- 2024 : passage de la flamme olympique et de la flamme paralympique[19],[20]